# Доходные здания Джамгаровых
Доходные здания Джамгаровых — два исторических торговых здания в Москве, расположенные на территории владения № 18/7 на углу улиц Кузнецкий Мост и Рождественки. Построены по заказу братьев-банкиров Джамгаровых в 1893 году (правая часть, архитектор Б. В. Фрейденберг) и в 1909 году (левая часть, архитектор А. Э. Эрихсон). Здания представляют ценность в историко-культурном отношении.

## История
В XVII веке на этой территории находилось владение дьяка Н. Полунина, которое с севера граничило с Суздальским подворьем. В середине XVIII века участком владел надворный советник А. Н. Оболдуев, а затем его наследники. Позднее дом, уцелевший во время пожара 1812 года, принадлежал титулярной советнице Н. Бахтеревой. C 1825 года более 50-ти лет владение принадлежало московскому купцу В. Соколову и его наследникам. Соколовы сдавали помещения различным магазинам: соломенных шляп «Французский базар»; серебряных изделий, столовых и чайных принадлежностей фабрики К. Пеца; торговавшему полотном и бельём «Голландскому магазину» И. Левинсона. В 1880-х годах для размещавшейся здесь фотостудии фотографа М. М. Панова над одним из дворовых флигелей был построен стеклянный павильон-фонарь. В конце 1880-х годов сначала арендаторами, а затем и владельцами участка стали братья-банкиры Джамгаровы.

### Магазин издательства Вольф (правая часть)
В 1893 году по заказу Джамгаровых архитектором Б. В. Фрейденбергом был построен трёхэтажный дом. Симметричный фасад здания украшен львиными масками, центральная часть выделена барочным металлическим куполом с флюгером на мачте. Четыре крупные витрины первого этажа, форма которых первоначально была эркероподобна, задают зданию масштаб. Далее оконные проемы располагаются по убывающей величине: на втором этаже — средние, на третьем — самые небольшие.
Ещё с 1860-х годов, когда владение принадлежало Соколовым, здесь начали размещать небольшие книжные лавки, а в 1890-х годах в новом здании издательство «Товарищество М. О. Вольф» открыло большой книжный магазин, после революции получивший название «Книжная лавка писателей». Издательство М. О. Вольфа выпускало научные труды, популярную и детскую литературу, иллюстрированные издания большого формата, серийные издания «Библиотека знаменитых писателей», «Нравственные романы для юношества», «Библиотека юного читателя».
В начале XX века здесь размещалось «Славянское вспомогательное общество в Москве», которое видело своей целью духовно-культурное сближение славян. В Общество входили книгоиздатель и просветитель И. Д. Сытин, писатель и журналист В. А. Гиляровский и многие другие общественные деятели начала века. В конце 1920-х годов в доме находилась контора организации по распространению печати «Международная книга», антикварным отделом которой заведовал П. П. Шибанов, затем магазин книг на иностранных языках. Здесь же работал книжный «Золотой магазин», долгое время сохранявший первоначальное оформление интерьеров двух залов, уничтоженное в 1990-х годах при размещении здесь магазинов «Смоленские бриллианты» и «Мужской магазин». До сегодняшних дней в здании продолжает работать «Книжная лавка писателей». В 1980 году, когда магазин собирались перенести в другое место, писательская общественность настояла на том, чтобы оставить его на прежнем месте. Здесь также размещается магазин «Дом иностранной книги», в котором представлена учебная и художественная литература на иностранных языках. С 1950-х годов в доме размещалось представительство Молдавской ССР, сейчас часть здания занимает Посольство Молдавии в Российской Федерации.

### Торговый дом «Н. Жарков и М. Соколов» (левая часть)
В 1907—1909 годах угловое с Рождественкой здание было перестроено по заказу Джамгаровых архитектором А. Э. Эрихсоном и вошло в единый архитектурный комплекс владения № 18/7. В некоторых источниках авторство здания неверно приписывается архитектору А. Кузнецову. Элегантное трёхэтажное сооружение в стиле модерн, фасад которого почти сплошь занимают витрины, выделяется своеобразной ритмикой вертикальных и горизонтальных членений, закруглёнными козырьками-карнизами и мелкой расклетовкой окон (сохранилась лишь частично в третьем этаже). Первоначально почти все междуэтажные горизонтальные тяги фасада содержали рекламные надписи, часть которых уже первоначально предусматривалась в проекте Эрихсона. Фасад дома перекликался с оформлением здания торгового дома «М. Я. Масленников и К», занимавшего угол Кузнецкого Моста и Большой Лубянки (см. Кузнецкий Мост, дом № 24). В доходном здании Джамгаровых размещались многочисленные магазины: торговавший обоями Торговый дом «Н. Жарков и М. Соколов», меховых товаров М. И. Рогаткина-Ёжикова, обувной Генриха Вейса, магазин мануфактуры «Селект», салон венской мебели Якова и Иосифа Кон и другие. В советское время дом так же был занят различными магазинами и учреждениями. До недавнего времени на первом этаже здания располагалось швейное ателье.

## Галерея
|                       |
| Правая часть владения |